# 雑賀重義
雑賀 重義（さいか しげよし）は、江戸時代前期の水戸藩士。水戸藩初代藩主徳川頼房の十一男で、徳川光圀の異母弟にあたる。紀州雑賀衆の裔である鈴木姓雑賀氏を相続した。

## 略歴
寛永11年（1634年）誕生。母は興正寺門主准尊の長女・耶々（石山本願寺顕如の曾孫）。幼名は仙千代（千千代）、武蔵。養子になった後は通称を孫三郎、孫市（孫一）。
雑賀衆の裔である鈴木重朝は徳川頼房に仕え、子の重次が跡を継いだが、重次には男子がなく、重義が婿養子となった。寛文4年（1664年）、重次が死去したため家督を相続した。禄高は3千石、大番頭に准じられた。寛文7年（1667年）、大番頭となり、与力を付けられる。寛文8年（1667年）3月、徳川光圀の江戸参府に従って上京し、4代将軍・家綱に拝謁する。9月、35歳で死去した。墓は養父・重次と同じく浄光寺（ひたちなか市館山）にある。
雑賀家は重義の代までは禄高3千石の家老格であったが、重義の跡を継いだ養子・重春（鈴木重朝の次男・重信の孫）が幼少であったことや、家人の不行跡により、禄高は600石となった。以後も重臣層として、明治維新に至る。